# A Caverna Teia de Seda (filme de 1927)

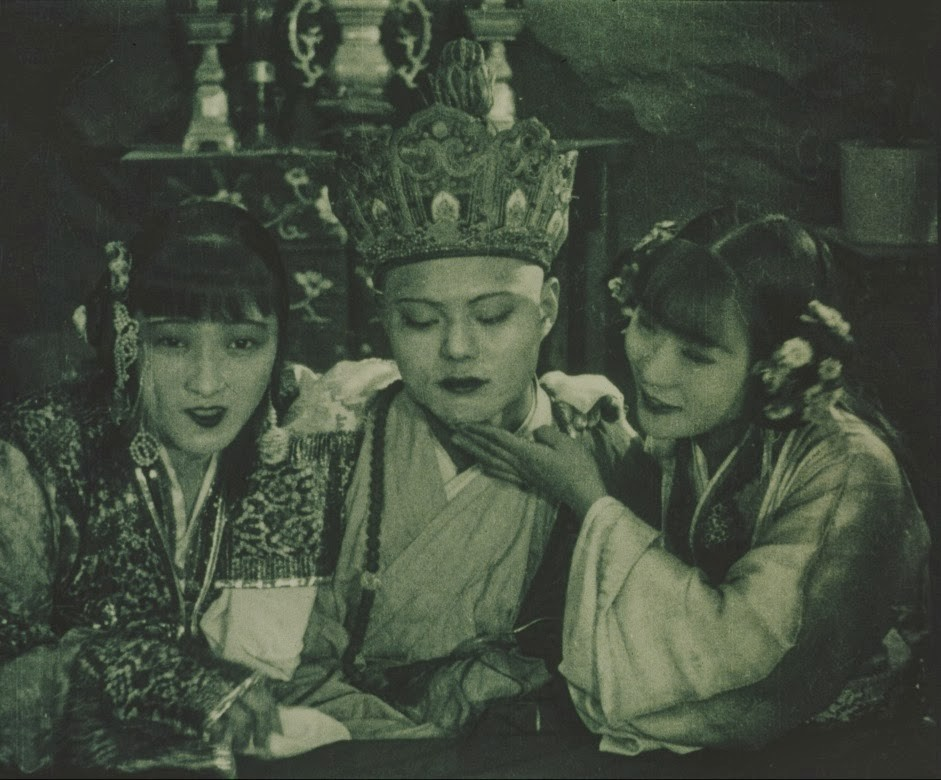
Cena de A Caverna Teia de Seda (1927)

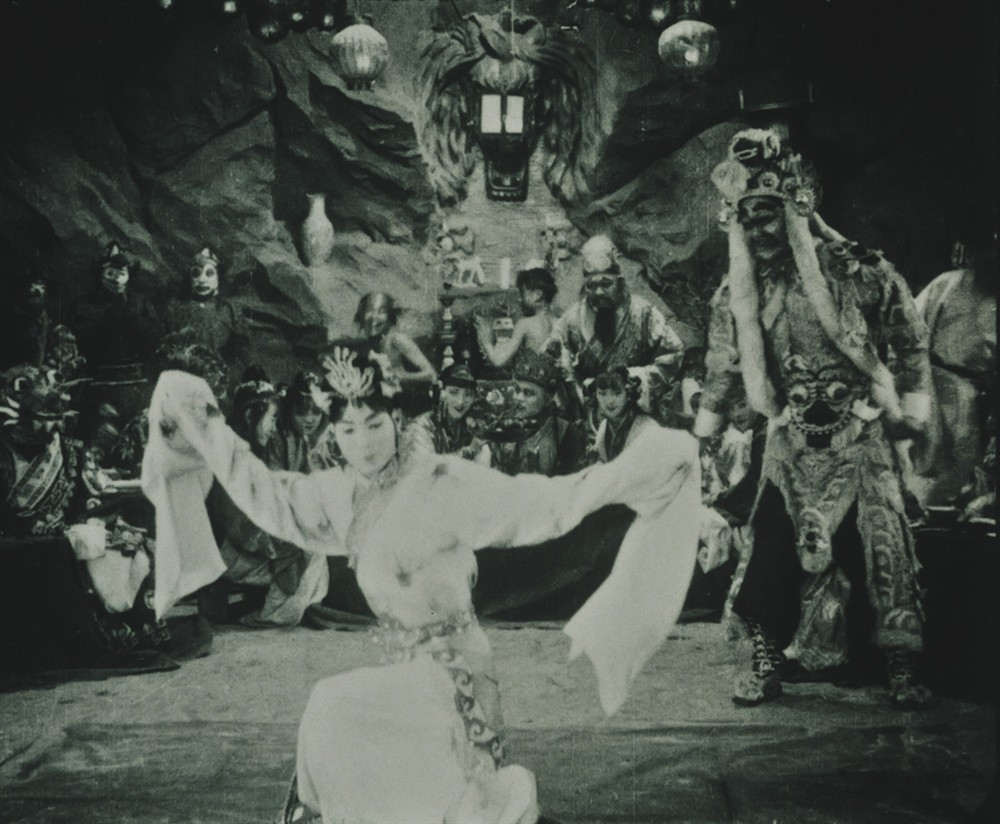
Cena de A Caverna Teia de Seda (1927)

A Caverna da Teia de Seda (chinês simplificado:盘丝洞, chinês tradicional:盤絲洞, pinyin: pan si dong ) também conhecido como Jornada ao Oeste: Caverna das Aranhas (西遊記-盤絲洞;西游记-盘丝洞) também conhecido como Aranhas é um filme chinês de 1927 dirigido por Dan Duyu e estrelado por Yin Mingzhu como o primeiro demônio aranha. É baseado em uma passagem do livro de fantasia Jornada ao Oeste, um clássico da literatura chinesa escrito durante a Dinastia Ming .
O filme mudo de dez rolos foi produzido pela Companhia Shanghai Yingxi.
Até 2011, era considerado um filme perdido, quando uma cópia original de A Caverna Teia de Seda foi descoberta nos arquivos da Biblioteca Nacional em Mo i Rana, Noruega. O filme foi apresentado no festival Films from the South em 2013, na cidade de Oslo. Aproximadamente três quartos do filme foram preservados, restando apenas 60 minutos dos 100 minutos de duração original. A cópia norueguesa manteve os intertítulos originais em chinês, mas inclui piadas adicionais em norueguês escritas para o público local.

## Elenco
- Yin Mingzhu como Primeiro Demônio Aranha[2]
- Xia Peizhen como Segundo Demônio Aranha
- Wu Wenchao como Sun Wukong
- Jiang Meikang como Tang Sanzang
- Zhou Hongquan como Zhu Bajie
- Dan Erchun como Sha Wujing
- He Rongzhu como Homem em Branco
- Chen Baoqi como Espírito Taoista, Flor Amarela

## Sequência
Em 1930, houve uma sequência do filme: A Caverna Teia de Seda II (續盤絲洞;续盘丝洞; Xu Pan Si Dong) também conhecido como Aranhas II, dirigido novamente por Dan Duyu e estrelado por Yin Mingzhu. Acredita-se que a sequência seja um filme perdido.